# Бодо (апарат)
У 1872 році француз Ж. Е. Бодо створив апарат, що дозволяє по одній лінії вести передачу декількох телеграм одночасно, причому отримання даних відбувалося вже не у вигляді крапок і тире (до того всі подібні системи базувалися на азбуці Морзе), а у вигляді літер латинської і російської (після ретельного доопрацювання вітчизняними фахівцями) мови.

## Історія
Апарат Бодо і створені за його принципом отримали назву стартстопних. Він же в 1874 р., поклавши в основу п'ятизначний код, сконструював дворазовий апарат, швидкість передачі якого досягала 360 знаків в хвилину. У 1876 р. ним був створений п'ятизначний апарат, що збільшував швидкість передачі в 2,5 раза. Перші апарати Бодо були введені в експлуатацію в 1877 на лінії Париж — Бордо.
Апарат Бодо дозволив використовувати для передачі сигналів час пауз між точками і тире. Стало можливим, використовуючи спеціальний комутатор, по одній лінії працювати відразу чотирьом, шістьом і більше телеграфістам. Найбільше поширення отримали дворазові апарати Бодо, які працювали на далекі зв'язки майже до кінця 20 століття і передавали до 760 знаків в хвилину. Крім цих апаратів, Бодо розробив дешифратори, друкуючі механізми та розподільники, які стали класичними зразками телеграфних приладів.
У 1927 ім'ям Бодо була названа одиниця швидкості телеграфування — бод. Апаратура Бодо отримала широке поширення в багатьох країнах і була вищим досягненням телеграфної техніки другої половини XIX століття.
Подальші модифікації конструкції стартстопного телеграфного апарату, запропонованого Бодо, привели до створення телепринтерів (телетайпів). Крім того, Бодо створив вельми вдалий телеграфний код (Код Бодо), який згодом був сприйнятий повсюдно і отримав найменування Міжнародний телеграфний код № 1 (ITA1). Модифікована версія коду отримала назву ITA2. В СРСР на основі ITA2 був розроблений телеграфний код МТК-2.
Пункт посилення телеграфного сигналу для апарату Бодо — ставився на відстані 600—800 км від передавального центру, щоб «прогнати» сигнал далі: для роботи потрібно синхронізувати електрика в двох каналах і ретельно стежити за параметрами передачі інформації.
Апарат Бодо працює в дуплексному режимі (всього можна було підключати до одного передавача до шести робочих постів) — відповідні дані друкувалися на паперовій стрічці, яку треба було обрізати і наклеїти на бланк.
Робоче місце телеграфіста на апараті Бодо-дуплекс — для друку на п'яти клавішах він використовував дві руки — два пальці на лівій руці і три на правій, комбінації треба було натискати одночасно і швидко.